# Shopping da Gávea
O Shopping da Gávea, inaugurado em 26 de maio de 1975, é um shopping brasileiro localizado na Zona Sul, no bairro Gávea, da cidade do Rio de Janeiro.

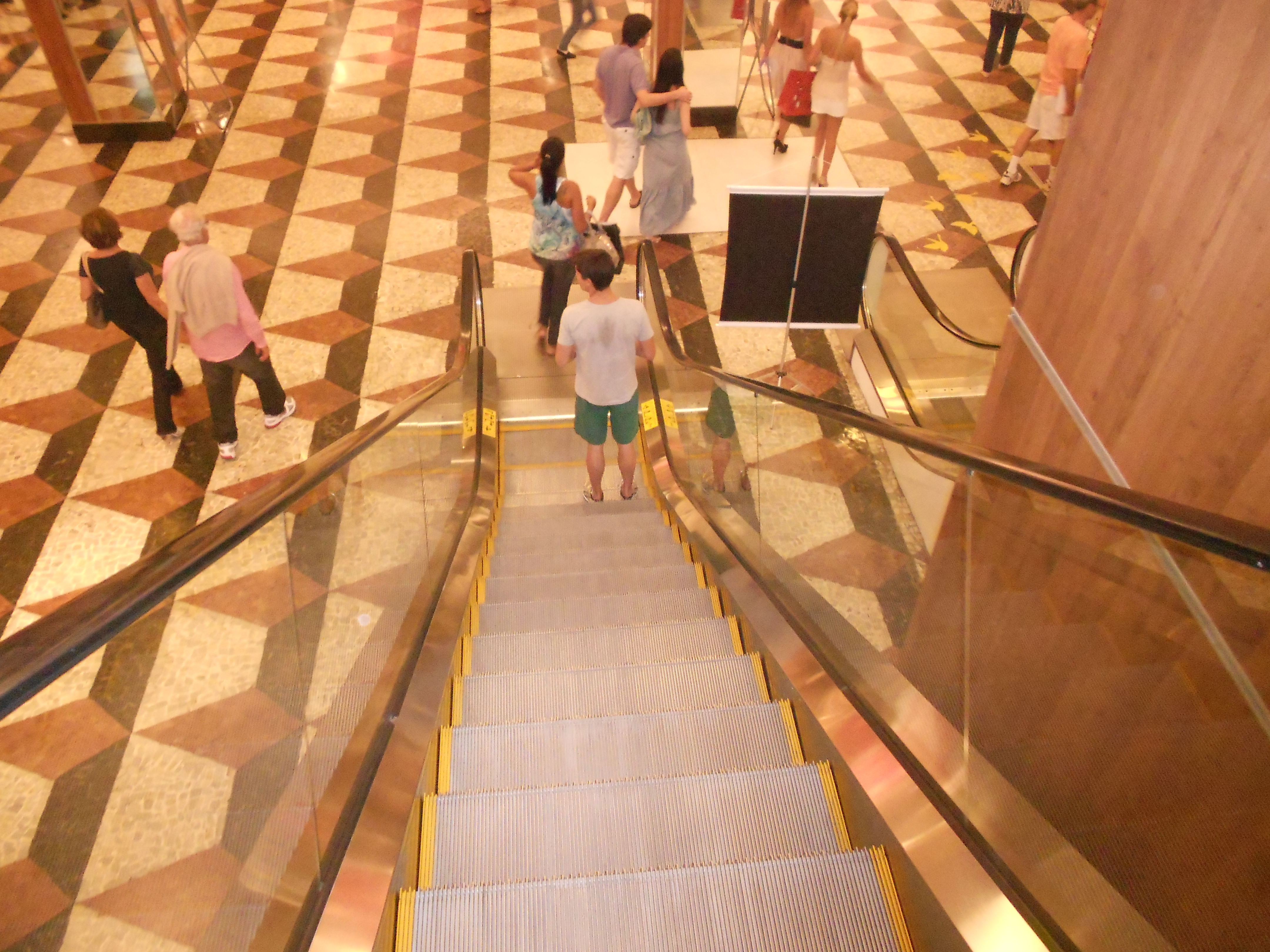
Escada rolante do Shopping da Gávea

## Teatros e cinemas
No Shopping da Gávea localizam-se quatro teatros e a Estação NET - um conjunto de cinco salas de cinemas.
- Teatro dos Quatro
- Teatro das Artes
- Teatro Clara Nunes
- Teatro Vannucci

### Estação NET
Estação Net é o nome dado ao conjunto de cinco salas de cinemas que localizam-se no Shopping da Gávea. O espaço é administrado pelo Grupo Estação, o mesmo que administra o Festival do Rio, e conta com patrocínio da operadora de TV por assinatura NET.
Inaugurado em 27 de dezembro de 2007, o cinema contou com verbas do BNDES para sua construção trouxe novo ânimo para o bairro da Gávea.
Na década de 1970 o shopping abrigou a famosa casa de shows Frenetic Dancing Days Discotheque.